# Пизнак, Фёдор Иванович
Фёдор Ива́нович Пизна́к  (1913 год, с. Мшанец, Королевство Галиции и Лодомерии, Австро-Венгрия — 8 января 1972, Тернополь) — советский государственный и партийный деятель, председатель Тернопольского облисполкома (1951—1958). Революционер.

## Биография
Уроженец Западной Украины. С юности включился в революционную борьбу с польскими властями. В 19 лет впервые был арестован. В 1935 году после 3-х лет заключения вышел на свободу.
В 1936—1937 годах — секретарь Львовского подпольного комитета ЛКСМ Западной Украины (молодёжной коммунистической организации КПЗУ). С 1940 работал на советской и хозяйственных работах в Дрогобычской области. После начала Великой Отечественной войны — эвакуирован на Урал, работал на заводах.
В 1946 вступил в члены ВКП (б).
С 1946 по 1947 — председатель исполкома Нижне-Устрицкого районного Совета (Дрогобычская область). В 1950—1951 — слушатель Высшей партийной школы при ЦК КП(б) Украины.
С октября 1951 по май 1958 — председатель Исполнительного комитета Тернопольского областного Совета.
С 27 сентября 1952 по 16 февраля 1960 г. — кандидат в члены ЦК КП(б) — КП Украины. Депутат Верховного Совета СССР 2, 3, 4 созывов.
В 1958—1964 гг. руководил Тернопольским областным управлением местной и топливной промышленности.
С 1964 до смерти в 1972 году работал директором Тернопольского областного треста промышленности товаров культурно-бытового назначения и хозяйственного использования.

## Награды
- Орден Ленина
- Орден Октябрьской Революции
- медали